# トーマス・ドゥーリー
トーマス・ドゥーリー（Thomas Dooley、1961年5月12日 - ）は、西ドイツ出身の元サッカー選手、現サッカー指導者。元アメリカ合衆国代表。選手時代のポジションはMF、DFであったが、当初はFWであった。

## クラブ経歴
アメリカ陸軍に所属する父とドイツ人の母の間に1961年に生まれた。1981年にアマチュアのFKピルマゼンスにフォワードとして加入した。1984年には3部のFCホンブルクに移籍しミッドフィールダーに転じた。ホンブルクは好調な成績を収め、ブンデスリーガにまで上り詰めた。
1988年に1.FCカイザースラウテルンに移籍し、1990年にDFBポカールを制覇、1991年にはブンデスリーガを制覇した。1994 FIFAワールドカップ後にはバイエル・レバークーゼンに移籍、翌年にシャルケ04に移籍し、UEFAカップ1996-97を制した。
1996-97シーズン終了後メジャーリーグサッカーのコロンバス・クルーに移籍。3シーズン在籍し、MLSベストイレブンに1997年、1998年と連続して選出された。2000年にはマイク・ドゥハニーとの交換でメトロスターズに移籍、ローター・マテウスの米国適応のサポート役ともなった。メトロスターズには1年在籍し、同年マテウスと共に現役引退した。

## 代表
1994 FIFAワールドカップを自国開催するに際してアメリカ合衆国代表が、海外でプレーしていてアメリカ合衆国代表になる資格を持っている選手を探していた中で彼は発見された。1992年に米国籍を取得した彼は同年5月30日のアイルランド共和国代表戦で早速代表初出場を飾った。即座に代表に定着した彼は翌1993年にはUSサッカーアスリートオブザイヤーを獲得、1994 FIFAワールドカップの全試合にフル出場した。ジョン・ハークスが代表落ちするようになると、彼の代わりにキャプテンマークを巻くようになり、1998 FIFAワールドカップには主将として臨み、全試合でスターティングメンバーに名を連ねた。1999年2月21日のチリ代表との親善試合が送別試合となり、合計81試合7得点の結果を代表で残した。

## 監督歴
選手引退後はドイツに戻り、1.FCザールブリュッケンの監督を2002年から翌2003年にかけて務めた。
2011年8月10日に行われたアメリカ合衆国代表対メキシコ代表戦では米国代表のユルゲン・クリンスマン監督の下、アシスタントコーチを務めた。

### フィリピン代表

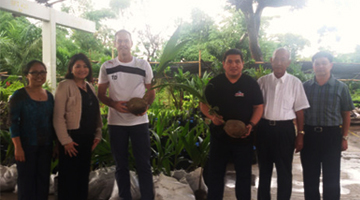
トーマス・ドゥーリー（中央左）、フィリピン代表マネージャーのダン・パラミ（中央右）、植物育成機関職員とフィリピン農業水天然資源研究開発協議会の職員との一枚。

2014年2月には1年契約でフィリピンサッカー連盟と契約し、フィリピン代表監督に就任。初陣はマレーシア代表との親善試合でスコアレスドローに終わった。その数日後にはアゼルバイジャン代表と一戦交えたが惜しくも1-0で敗戦。監督就任後初勝利はその後カタールで行われたネパール代表戦となり、この試合は3-0の勝利となった。
代表マネージャーのダン・パラミは彼の就任後数試合を見て、出場するメンバーの試合に対するよりよい理解を促している上に、控えの選手にもスター選手がいない時に機会を与えていると称えた。彼は「フィリピン代表選手はスター選手がいなくともステップアップ出来るシステムを敷いたドゥーリーの下で各々のポジションで与えられた役割をよりよく理解するようになった。」と述べた。
2018 FIFAワールドカップ・アジア2次予選ではバーレーン代表に2-1で敗れる船出となった。しかし、朝鮮民主主義人民共和国代表相手に3-2の勝利を齎し、下馬評を覆した功績から契約が2年延長された。
2018年に監督を退任し、後任にはテリー・ブッチャーが就任した。

## 代表歴

### 出場大会
- アメリカ代表
  - 1994 FIFAワールドカップ (ベスト16)
  - 1998 FIFAワールドカップ (グループリーグ敗退)

### 試合数
- 国際Aマッチ 80試合 7得点（1992年-1999年）[12]

| アメリカ代表 | 国際Aマッチ | 国際Aマッチ |
| 年           | 出場        | 得点        |
| ------------ | ----------- | ----------- |
| 1992         | 5           | 0           |
| 1993         | 17          | 4           |
| 1994         | 21          | 0           |
| 1995         | 9           | 1           |
| 1996         | 9           | 2           |
| 1997         | 10          | 0           |
| 1998         | 8           | 0           |
| 1999         | 1           | 0           |
| 通算         | 80          | 7           |